# John Gotti
John Joseph Gotti Jr. (27. října 1940 New York – 10. června 2002 Springfield, Missouri) byl americký mafián a boss kriminální rodiny Gambino ve městě New York. V roce 1985 byl na jeho rozkaz zavražděn boss rodiny Gambino, Paul Castellano. Krátce poté převzal Gotti vedení rodiny a stal se tím hlavou údajně nejmocnějšího syndikátu americké mafie.
Gotti vyrůstal se svými bratry v chudobě a na dráhu zločinu se dal ve velmi mladém věku. Brzy začal vynikat svými výdělky a stal se chráněncem podšéfa rodiny Gambino, Aniella Dellacroce, který měl na starosti území čtvrti Ozone Park v okrese Queens. Poté, co FBI zatklo několik lidí z Gottiho skupiny za prodej drog, Gotti dostal strach, že bude i se svými bratry za překupnictví drog Castellanem zabit. Rozhodl se tedy využít vzrůstající nespokojenosti se způsobem vedení záležitostí rodiny Castellanem a zorganizoval jeho vraždu.
Na vrcholu své kariéry byl Gotti jedním z nejmocnějších a nejnebezpečnějších kriminálních bossů ve Spojených státech. Byl znám svou výmluvností a okázalým vystupováním, které mu u části veřejnosti získávalo oblibu. Zatímco ostatní členové mafie se snažili být nenápadní a zejména nebudit pozornost médií, Gotti si svými drahými obleky získal přezdívku „švihácký don“. Později, poté co byl v 80. letech třikrát v mediálně sledovaných soudních procesech osvobozen, se jeho přezdívka změnila na „teflonový don“, ačkoli později vešlo ve známost, že soudní procesy byly mařeny ovlivňováním poroty, nepřístojnostmi porotců a zastrašováním svědků. Policie a FBI však pokračovaly ve sbírání důkazů proti Gottimu a to nakonec vedlo k jeho pádu. V době svého vládnutí rodině Gambino údajně Gotti ročně vydělával mezi 5 a 20 milióny dolarů ročně.
Gottiho podšéf, Salvatore „Sammy the Bull“ Gravano, nakonec pomohl FBI Gottiho obžalovat. V roce 1991 Gravano souhlasil, že dodá důkazy a bude svědčit proti Gottimu, neboť na jednom z odposlechů slyšel, jak se o něm Gotti vyjadřuje s opovržením. V roce 1992 byl Gotti usvědčen z pěti vražd, organizování vraždy, podvodů, maření výkonu spravedlnosti, daňových úniků, ilegálních hazardních her, vydírání a lichvy. Byl odsouzen na doživotí bez možnosti propuštění a převezen do státní věznice v Marion v jižním Illinois. Zemřel 10. června 2002 na rakovinu hrdla ve federální věznici ve Springfieldu v Missouri. Podle bývalého bosse kriminální rodiny Lucchese, Anthonyho Cassa, „to, co dělal John Gotti, bylo začátkem konce Cosa nostry“.